# Hans Leo Przibram
Pour les articles homonymes, voir Przibram.
Hans Leo Przibram [ˈpʃɪbram], né le 7 juillet 1874 à Lainz près de Vienne et mort le 20 mai 1944 au camp de concentration de Theresienstadt est un zoologiste autrichien et le fondateur de la biologie expérimentale en Autriche.
Przibram a fondé le premier laboratoire de biologie expérimentale, la Biologische Versuchsanstalt au Vivarium du Prater à Vienne, où il installe des chambres à température constante et développe la transplantation autophore. Il a été le maître et mentor du biologiste Paul Kammerer et l'auteur d'un traité de biologie expérimentale en sept volumes.

## Origines et études
Hans est le fils aîné de Gustav et Charlotte Przibram, sa mère étant la fille du célèbre banquier Friedrich Schey von Koromla. La famille est de confession juive.
Après avoir fréquenté l'Akademisches Gymnasium  de Vienne, il étudie la zoologie sous la direction de Berthold Hatschek à l'université de Vienne. En 1899, il obtient le titre de docteur en médecine et de docteur en philosophie. Il obtient son habilitation à l'université de Vienne en 1904 et enseigne dès lors la zoologie. 

## Carrière
En 1902, avec les botanistes Leopold von Portheim et Wilhelm Figdor, Hans Przibram achète le « Vivarium » dans le Prater de Vienne et crée un institut privé de recherche en biologie expérimentale, le « Biologische Versuchsanstalt » (BVA), qui ouvre ses portes l'année suivante.
En 1913, il devient professeur de zoologie expérimentale.
En 1914, la BVA est offerte à l'Académie des sciences de Vienne, accompagnée d'une fondation qui assure la poursuite de ses travaux. Przibram continue de diriger le département de zoologie et, avec Portheim, l'ensemble du BVA. L'université de Halle accorde à Hans Przibram un grade de docteur honoris causa en 1917, de même que l'université de Riga en 1929.
En tant que Juif, après l'Anschluss il est persécuté par le nazisme et, le 1er mai 1938, il est licencié et expulsé de l'université de Vienne, comme son frère le physicien Karl Przibram. Hans Przibam n'a plus le droit de diriger le BVA, où il exerçait depuis 35 ans. À partir du 13 avril 1938, l'accès lui est interdit, ainsi qu'à tous les autres employés juifs. Il doit également abandonner sa bibliothèque privée. En 1939, le nouveau directeur du BVA, Franz Köck, membre du NSDAP, dénonce également Przibam à l'Office des transactions immobilières qui confisque ses biens. 
Hans Przibram et son épouse Elisabeth parviennent à s'enfuir à Amsterdam en décembre 1939, mais ils sont déportés le 21 avril 1943 dans le ghetto de Theresienstadt, où ils meurent.

## Positions sur l'évolution
Przibram est un partisan de l'orthogenèse, et propose une théorie connue sous le nom d'apogenèse.
L'historien des sciences Igor Popov note que Przibram « rejetait à la fois la transformation d'une espèce en une autre et l'existence d'arbres généalogiques. Il pensait que les principaux groupes d'animaux évoluaient en parallèle, considérant ce processus comme analogue à la croissance des cristaux. »

Il a critiqué la sélection naturelle et le néo-darwinisme.

## Œuvres
- Versuch zur chemischen Charakterisierung einiger Tierklassen des natürlichen Systems auf Grund ihres Muskelplasmas. Friedrich Vieweg & Sohn, Braunschweig 1902.
- Einleitung in die Experimentelle Morpohologie der Tiere. Deuticke, Wien 1904.
- Die Lebensgeschichte der Gottesanbeterinnen (Fang-Heuschrecken). (=Sonderdruck aus der „Zeitschrift für wissenschaftliche Insektenbiologie“ (Bd. III [1. Folge Bd. XII], 1907, Heft 4, S. 117–122 u. Heft 5–6, 1907, S. 147–152). Selbstverlag des Herausgebers, Berlin 1907.
- Experimental-Zoologie. 7 Bände. Deuticke, Wien und Leipzig 1907–1930.
- Die Biologische Versuchsanstalt in Wien. Zweck, Einrichtung und Tätigkeit während der ersten fünf Jahre ihres Bestandes (1902-1907), Bericht der zoologischen, botanischen und physikalisch-chemischen Abteilung. Zeitschrift für biologische Technik und Methodik Bd. 1, Heft 3ff. (1908/09), S. 234–264.
- Die anorganischen Grenzgebiete der Biologie (insbesondere der Kristallvergleich). Mit 65 Abbild. Sammlung Borntraeger Bd. 10. 1926.
- Tierpfropfung. Die Transplantation der Körperabschnitte, Organe und Keime. (= Die Wissenschaft. Band 75) Vieweg, Braunschweig 1926.
- Einleitung in die physiologische Zoologie. Physikalische und chemische Funktionen des Tierkörpers Deuticke Verlag, Leipzig und Wien 1928.